# Hayden Roulston
Hayden Roulston (født 10. januar 1981 i Ashburton) er en newzealandsk professionel landevejsrytter, som kører for det hold Lidl-Trek.